# Ižkovce
Ižkovce (in ungherese Iske) è un comune della Slovacchia facente parte del distretto di Michalovce, nella regione di Košice.